# Corpus Christi (Texas)
Corpus Christi (Latijn voor 'Lichaam van Christus') is een stad in Texas in de Verenigde Staten. Het ligt aan de kust van de Golf van Mexico. Corpus Christi heeft ongeveer 250.000 inwoners.

## Geschiedenis
In 1839 stichtte Henry Kinney een handelspost en verkocht er stukken land waaruit een dorp ontstond. In 1912 werd Corpus Christi de zetel van een rooms-katholiek bisdom. De huidige kathedraal werd gebouwd in 1947-1948.

## Demografie
Van de bevolking is 11,1 % ouder dan 65 jaar en bestaat voor 23,2 % uit eenpersoonshuishoudens. De werkloosheid bedraagt 6,2 % (cijfers volkstelling 2000).
Ongeveer 54,3 % van de bevolking van Corpus Christi bestaat uit hispanics en latino's, 4,7 % is van Afrikaanse oorsprong en 1,3 % van Aziatische oorsprong.
Het aantal inwoners steeg van 258.439 in 1990 naar 277.454 in 2000.

## Klimaat
In januari is de gemiddelde temperatuur 12,8 °C, in juli is dat 28,9 °C. Jaarlijks valt er gemiddeld 765,3 mm neerslag (gegevens op basis van de meetperiode 1961-1990).

## Economie
De economie van de stad is afhankelijk van de energiewinning en er staan diverse raffinaderijen. Andere belangrijke bronnen van inkomsten zijn landbouw, visserij, een luchtmachtbasis van de marine en toerisme. Corpus Christi heeft een haven waar landbouwgewassen, als katoen, sorghum en tarwe, en aardolie en olieproducten worden overgeslagen. In 2012 werd 39 miljoen ton lading verwerkt en Corpus Christi stond hiermee op de negende plaats van Amerikaanse havens gemeten naar het overslagvolume.

## Stedenband
- Yokosuka (sinds 1962)

## Bekende inwoners van Corpus Christi

### Geboren
- Martha Tilton (1915-2006), zangeres
- Farrah Fawcett (1947-2009), actrice
- Billy Powell (1952-2009), muzikant
- Lori Singer (1957), actrice en celliste
- Bobby Julich (1971), wielrenner
- Eva Longoria (1975), actrice
- Jeremy Jordan (1984), acteur en zanger
- Chloé Henry (1987), Amerikaans-Belgisch atlete

### Overleden
- Ruth Mix (1912-1977), actrice
- Freddy Fender (1937-2006), muzikant
- Selena Quintanilla (1971-1995), zangeres